# Masakacu Mijamoto
Masakacu Mijamoto (japonsko 宮本 征勝), japonski nogometaš in trener, 4. julij 1938, † 7. maj 2002.
Za japonsko reprezentanco je odigral 44 uradnih tekem.